# Alchemilla rhododendrophila
Alchemilla rhododendrophila é uma espécie de rosácea do gênero Alchemilla, pertencente à família Rosaceae.